# Il complesso d'inferiorità di Sippy
Il complesso d'inferiorità di Sippy (The Inferiority Complex of Old Sippy) è un racconto dello scrittore inglese P. G. Wodehouse, pubblicato per la prima volta nell'aprile 1926 su periodici e in volume nel 1930 nella raccolta di racconti Very Good, Jeeves!. Il racconto è stato tradotto per la prima volta in italiano già nel 1930.
Sippy, un vecchio amico di Bertie, ora redattore della Mayfair Gazette, è troppo timido per rifiutare la pubblicazione dei noiosi saggi del suo vecchio direttore didattico e per dichiarare il suo amore alla poetessa Gwendolen Moon. Bertie prepara per Sippy un piano non sottoposto all'approvazione di Jeeves; nello stesso tempo, a Jeeves non piace un vistoso vaso cinese acquistato da Bertie.

## Storia editoriale
The Inferiority Complex of Old Sippy fu pubblicato dapprima nel numero di aprile 1926 del mensile britannico The Strand Magazine, con le illustrazioni di Charles Crombie, e, pochi giorni dopo, e nel numero del 17 aprile 1926 del settimanale statunitense Liberty, con le illustrazioni di Wallace Morgan , in versione leggermente ridotta. Fu pubblicato in volume, assieme ad altri dieci racconti della serie Jeeves, nella raccolta Very good, Jeeves! edita per la prima volta nel 1930 in due diverse edizioni: negli Stati Uniti (USA) il 20 giugno 1930 dalla casa editrice Doubleday, Doran di New York, e nel Regno Unito (UK) il 4 luglio 1930 dalla Herbert Jenkins di Londra. 
Nell'arco di ottantadue anni, a partire dal 1930, sono state fatte tre traduzioni in lingua italiana del racconto The Inferiority Complex of Old Sippy. Fu tradotto per la prima volta in italiano già nel 1930 da Alberto Tedeschi col titolo La timidezza dell'amico Sippy, secondo racconto della raccolta Benissimo, Jeeves!. La traduzione di Tedeschi è stata utilizzata anche dalla casa editrice Bietti a partire dal 1933. Nella traduzione di Tedeschi non compare mai la locuzione «Complesso di inferiorità»; la locuzione «Inferiority complex» del testo inglese viene tradotta da Tedeschi con «Timidezza morbosa» o «Timidezza» tout court. L'espressione «Complesso di inferiorità» farà la sua apparizione nella traduzione di Angela Zuffada Locuratolo del 1990 per l'editore Mursia

## Trama
Bertie ha comprato «un grosso vaso cinese decorato con dei draghi di color rosso vivo. E non solo draghi, ma uccelli, cani, serpenti, e qualcosa che pareva un leopardo», che non piace a Jeeves. Più tardi Bertie va a trovare il suo amico "Sippy", nella redazione della Mayfair Gazette, un settimanale che «dovrebbe essere un giornale dedicato agli argomenti mondani e divertenti che interessano la Buona Società». Sippy confida all'amico di essere innamorato della poetessa Gwendolen Moon, del cui amore però è indegno perché egli essendo «un pezzo da galera, beone»: lo scorso anno Sippy era stato condannato a trenta giorni di reclusione, senza condizionale, per aver dato un pugno ad un poliziotto la sera delle regate. Giunge poco dopo in redazione un uomo autoritario che consegna a Sippy l'articolo «Brani di Tacito poco conosciuti» per la Mayfair Gazette; Sippy accetta docilmente lo scritto. Dopo che l'uomo se ne è andato, Sippy spiega a Bertie che si trattava di Waterbury, manesco e autoritario direttore della scuola frequentata da Sippy, il quale intimidisce talmente il vecchio alunno dopo tanto tempo che questi non osa rifiutare di pubblicarne gli articoli, sebbene noiosi e non appropriati per il brioso settimanale che dirige. 
Più tardi, a casa, Bertie informa Jeeves dei problemi di Sippy e il valletto promette che cercherà un modo per aiutarlo. Bertie risponde di aver già trovato lui stesso la soluzione: metterà un sacco di farina in bilico sopra la porta dell'ufficio di Sippy pronto per cadere su Waterbury quando aprirà la porta per entrare: l'immagine di Waterbury ricoperto ridicolmente di farina darà a Sippy il coraggio sia di tener testa al prepotente direttore didattico sia di confessare il suo amore a Gwendolen. Jeeves ritiene invece che sarebbe meglio per Sippy conquistare innanzitutto l'affetto di Gwendolen, e un finto infortunio a Sippy faciliterebbe l'idillio; il successo con Gwendolen darebbe a Sippy il coraggio sufficiente a opporsi finalmente a Waterbury. Bertie tiene duro e ordina a Jeeves di comprare una sterlina e mezzo della migliore farina.
Bertie sistema la farina sopra la porta ufficiale dell'ufficio del redattore capo; Waterbury entra invece baldanzosamente attraverso un ingresso secondario prima dell'arrivo di Sippy. Quando più tardi giunge Sippy, allegro e cantando una romanza d'amore, trova il coraggio di rifiutare la collaborazione di Waterbury. Dopo l'uscita di Waterbury, Sippy informa Bertie di essersi fidanzato con Gwendolen, come potrebbe testimoniare Jeeves. Poco dopo Bertie incontra Jeeves per strada. Il valletto gli spiega di aver telefonato a Sippy per farlo venire in casa di Bertie e di aver chiamato anche Gwendolen, dicendole che Sippy aveva avuto un incidente. Gwendolen, commossa, è venuta nell'abitazione di Beertie per soccorrere Sippy: anche Gwendolen era infatti innamorata di Sippy. Per rendere credibile la storia di un incidente, Jeeves aveva messo fuori combattimento Sippy con una mazza da golf, ma disse poi a Sippy che gli era caduto addosso il nuovo vaso di Bertie; pertanto Jeeves è stato costretto a rompere il vaso. Bertie, sconvolto vorrebbe reagire, ma prima che possa dire qualcosa, Jeeves gli fa notare che è senza cappello, che ha lasciato evidentemente nell'ufficio di Sippy, Bertie va a prenderlo; ma, avendo dimenticato la trappola che aveva ideato contro Waterbury, viene colpito dalla farina.

## Personaggi
Bertie WoosterL'io narrante. È un giovin signore tollerante, ligio a un codice etico che lo obbliga a prestare aiuto agli amici in difficoltà, consapevole della superiorità intellettuale di Jeeves
Jeevesimpassibile e geniale valletto di Bertie Wooster; come al solito Jeeves appare molto colto ed efficiente; non gli piace il grande vaso cinese di Bertie
Sipperley (Sippy)amico di Bertie Wooster, redattore-capo del settimanale Mayfair Gazette; ha un complesso di inferiorità verso Waterbury; ama Gwendolen Moon
Gwendolen Moonpoetessa amata da Sippy
Waterburydirettore della vecchia scuola elementare frequentata da Sippy; un uomo grande e grosso, con aria d'importanza, autoritario, scrittore di saggi noiosi

## Critica
Nelle prime opere della serie Berie e Jeeves Bertie, l'io narrante, si preoccupa spesso di utilizzare "la parola giusta", suggerita spesso dal suo colto valletto Jeeves. L'espressione «complesso d'inferiorità» era entrato nell'uso popolare nella lingua inglese proprio a metà degli anni venti. In questo racconto, del 1926, l'espressione «complesso di inferiorità» è suggerita a Bertie da Jeeves («Sipperly [...] ha una di quelle cose che talvolta si prendono... ce l'ho sulla punta della lingua.» «Un complesso d'inferiorità, signore?») e da allora in poi Bertie utilizzerà il termine «complesso», spesso a sproposito (per es. nel primo capitolo di Alla buon'ora Jeeves!, Gussie Fink-Nottle ha «un forte complesso dei tritoni»).
Anche in Il complesso d'inferiorità di Sippy si rileva un conflitto fra Bertie Wooster e Jeeves. Kristin Thompson si riferisce alle opere che precedono Alla buon'ora Jeeves! (del 1934), come il "periodo ribelle" di Bertie, che termina quando Jeeves riafferma la sua autorità; nelle opere posteriori della serie "Jeeves" la risoluzione dei problemi sarà più episodica. Per la Thompson, quando Jeeves fa o dice qualcosa di insolito che non viene spiegato in seguito, potrebbe essere un segnale per il lettore che Jeeves ha manipolato gli eventi in modi tali di cui Bertie, narratore inaffidabile, non è consapevole. Per esempio, in questo racconto Jeeves porta a Bertie il tè con cinque minuti di ritardo, negligenza insolita per Jeeves, il quale si scusa con Bertie dicendogli che si era distratto spolverando il nuovo vaso. Thompson scrive che il lettore può legittimamente sospettare che Jeeves in realtà fosse impegnato a pianificare l'"incidente" di Sippy con il vaso.

## Opere derivate
- "Jeeves and the Inferiority Complex of Old Sippy", sesto episodio della prima serie di The World of Wooster, prodotta dalla TV britannica BBC e trasmessa in Gran Bretagna per la prima volta il 4 luglio 1965[16].

## Edizioni
- (EN) Very good, Jeeves!, 1ª ed., New York, Doubleday, Doran & Company Inc., 1930.
- (EN) Very good, Jeeves!, 1ª ed., London, Jenkins, 1930.
- La timidezza dell'amico Sippy, in Benissimo Jeeves! : romanzo umoristico inglese, traduzione di Alberto Tedeschi, Milano, Monanni, 1930, SBN TO01035100.
- La timidezza dell'amico Sippy, in Benissimo, Jeeves! : romanzo umoristico inglese, traduzione di Alberto Tedeschi, Milano, Bietti, 1933, SBN CUB0676835.
- Il complesso d'inferiorità di Sippy, in Benissimo, Jeeves, traduzione di Angela Zuffada Locuratolo, Milano, Mursia, 1990, ISBN 88-425-0696-6, SBN CFI0182400.
- Molto bene, Jeeves, traduzione di Tracy Lord, Milano, Polillo, 2012, ISBN 978-88-8154-297-0, SBN MIL0834354.